# Jennifer Morrison
Jennifer Marie Morrison (Chicago, 12 de abril de 1979) es una actriz y productora estadounidense, conocida por su papel en series como House, Once Upon a Time y How I Met Your Mother.

## Biografía
Morrison fue educada en Arlington Heights (Illinois) y se graduó de la Prospect High School en 1997, donde tocó el clarinete en la banda escolar, cantó en el coro y animó la brigada de la escuela. Hizo teatro musical y participó en bandas sinfónicas. Estudió Teatro en la Universidad de Loyola en Chicago y estudió actuación en la Compañía de Teatro Steppenwolf, antes de mudarse a Los Ángeles para seguir las carreras de actuación en cine y televisión.

### Carrera como actriz
Comenzó su carrera como modelo infantil, apareciendo en los anuncios de imprenta para JCPenney y Montgomery Ward, y comerciales para el arroz Krispie y Mondos. Cuando tenía diez años apareció en la portada de Deporte Ilustrado para Niños junto al atleta Michael Jordan. Debutó en su primera película a la edad de quince años como hija de Richard Gere y Sharon Stone en Intersección, figurando en los créditos como Jenny Morrison, y apareció más adelante como Samantha en El último escalón con Kevin Bacon.  Su primer papel protagonista llegó en 2000 con Leyendas urbanas: el corte final, y desde entonces ha aparecido en varias películas con papeles secundarios incluyendo La rutina con Adrien Brody, Sobreviviendo a la Navidad con Ben Affleck y James Gandolfini y Sr. y Sra. Smith con Brad Pitt y Angelina Jolie. En la televisión trabajó en algunos programas exitosos, tales como Tocado por un ángel y Dawson's Creek, antes de conseguir el papel de la inmunóloga Allison Cameron en House MD. En 2005, produjo y protagonizó la película independiente Flourish, donde también aparece el coprotagonista de House, Jesse Spencer. Morrison también ha aparecido en videos musicales de Nick Lachey (Shut Up) y The Donnas (Too Bad About Your Girl). También ha hecho un pequeño papel en el videojuego Command&Conquer 3: Tiberium Wars, en el que guía al jugador en las campañas de la civilización GDI USA.
Jennifer Morrison participó en el rodaje de la nueva entrega de Star Trek a las órdenes de J. J. Abrams, interpretando a Winona Kirk, la madre del Capitán Kirk. Mientras tanto continúa apareciendo en House M. D aunque su participación en la cuarta temporada fue poco más que testimonial. En el año 2007 obtiene un papel secundario en la película Big Stan, protagonizada y dirigida por el también actor Rob Schneider. También trabajó en la serie de televisión How I Met Your Mother haciendo el papel de Zoey.
Desde 2011 hasta 2017 interpretó a Emma Swan, la protagonista de la serie de la ABC Érase una vez.
En 2017 se aleja del programa argumentando que es momento de seguir adelante.

### Vida personal
Es la mayor de los tres hijos de David y Judy Morrison. Actualmente vive con su hermana Julia en Los Ángeles (California), mientras que su hermano reside en Illinois.
En el ámbito sentimental, en 2006 se hizo público su compromiso matrimonial con el que era su compañero Jesse Spencer, pero la boda se canceló en 2007. También se la relacionó con el actor puertorriqueño Amaury Nolasco (Prison Break), con el que compartió set de filmación en el cuarto episodio de Chase (serie producida por Jerry Bruckheimer). Posteriormente mantuvo una relación con el actor Sebastian Stan, con el que compartía pantalla en la serie Once Upon a Time, que terminó en 2013. En 2019 comenzó a salir con el actor Gerardo Celasco, con quien se casó en 2022.
En junio de 2024, promocionando una nueva marca de comida amigable con las personas que padecen migrañas llamada Amia, confirmó a través de redes sociales que había sido madre recientemente.

## Filmografía

### Películas
| Año  | Título                                                      | Rol                   | Notas                                                 |
| ---- | ----------------------------------------------------------- | --------------------- | ----------------------------------------------------- |
| 2019 | All Creatures Here Below                                    | Penny                 |                                                       |
| 2019 | Batman Hush                                                 | Selina Kyle/Catwoman. | Voz                                                   |
| 2019 | The Report                                                  | Caroline Krass        |                                                       |
| 2019 | Bombshell                                                   | Juliet Juddy          |                                                       |
| 2018 | Assassination Nation                                        | Margie Duncan         |                                                       |
| 2017 | Amityville: El Despertar                                    | Candice               |                                                       |
| 2016 | Albion: The Enchanted Stallion                              | The Abbess            | junto a Stephen Dorff, Daniel Sharman y Liam McIntyre |
| 2011 | Bringing Ashley Home                                        | Ashley                |                                                       |
| 2011 | Warrior                                                     | Tess Conlon           |                                                       |
| 2009 | Star Trek                                                   | Winona Kirk           |                                                       |
| 2008 | Table for Three                                             | Leslie                |                                                       |
| 2007 | The Murder of Princess Diana                                | Rachel                |                                                       |
| 2007 | Big Stan                                                    | Mindy                 |                                                       |
| 2006 | Flourish                                                    | Gabrielle Winters     | También producción.                                   |
| 2005 | Sr. y Sra. Smith                                            | Jade                  |                                                       |
| 2004 | Lift                                                        | Sarah                 | Cortometraje                                          |
| 2004 | Mall Cop                                                    | Chris                 |                                                       |
| 2004 | The Sure Hand of God                                        | Lily Bowser           |                                                       |
| 2004 | Sobreviviendo a la Navidad                                  | Missy Vanglider       |                                                       |
| 2003 | Grind                                                       | Jamie                 |                                                       |
| 2003 | Design                                                      | Sonya Mallow          |                                                       |
| 2002 | 100 Women (Me urge una chica) / American Girls (Girl Fever) | Annie                 |                                                       |
| 2002 | Nantucket                                                   | Alicia                |                                                       |
| 2002 | Big Shot: Confessions of a Campus Bookie                    | Callie                |                                                       |
| 2001 | The Zeros                                                   | Joyce                 |                                                       |
| 2000 | Leyenda urbana 2                                            | Amy Mayfield          |                                                       |
| 1999 | El último escalón / Ecos mortales                           | Samantha Kozac        | (como Jenny Morrison)                                 |
| 1994 | Milagro en la calle 34                                      | Denice                | (como Jenny Morrison)                                 |
| 1994 | Entre dos amores / Entre dos mujeres                        | Meaghan Eastman       | (como Jenny Morrison)                                 |

### Televisión
| Año       | Título                | Rol                     | Episodio                                                                        |
| --------- | --------------------- | ----------------------- | ------------------------------------------------------------------------------- |
| 2023      | Will Trent            | Abigail Bentley-Campano | Episodio "Piloto"                                                               |
| 2019—2022 | This Is Us            | Cassidy Sharp           | personaje secundario (temporada 4). Invitada (Temp. 5-6)                        |
| 2011—2018 | Once Upon a Time      | Emma Swan               | Reparto principal: Temporadas 1-6 Invitada especial: Temporada 7; 137 episodios |
| 2010—2014 | How I Met Your Mother | Zoey Pierson            | estrella invitada 13 episodios, serie de TV                                     |
| 2010      | Chase                 | Faith Maples            | estrella invitada 1 episodio serie de TV                                        |
| 2004—2012 | House                 | Allison Cameron         | personaje principal serie de TV                                                 |
| 2002      | The Random Years      | Megan                   | Estrella invitada 1 episodio serie de TV                                        |
| 2002      | Dawson's Creek        | Melanie Shea Thompson   | Estrella invitada 1 episodio serie de TV                                        |
| 2002      | Any Day Now           | Mandy Singer            | Estrella invitada 1 episodio serie de TV                                        |
| 2001      | Dawson's Creek        | Melanie Shea Thompson   | Estrella invitada 1 episodio serie de TV                                        |
| 2001      | Touched by an Angel   | Melissa Dunnigan        | Estrella invitada 1 episodio serie de TV                                        |
| 2001      | The Chronicle         | Gwen                    | Estrella invitada 1 episodio serie de TV                                        |

### Videojuegos
| Año         | Juego                 | Rol             |
| ----------- | --------------------- | --------------- |
| 2006 - 2007 | Command and Conquer 3 | Lt. Kirce James |

### Como sí misma
| Año  | Título                                    | Episodio                         | Otra información |
| ---- | ----------------------------------------- | -------------------------------- | ---------------- |
| 2007 | Primetime Creative Arts Emmy Awards       |                                  |                  |
| 2006 | The Late Late Show with Craig Ferguson    |                                  | Guest            |
| 2006 | House Unplugged (producido por Cuatro TV) |                                  |                  |
| 2005 | Jimmy Kimmel Live!                        | 2005-05-02                       | Invitada         |
| 2004 | The Ashlee Simpson Show                   | "Ashlee Verses Her Label"        |                  |
| 2004 | The Ashlee Simpson Show                   | "Ashlee Moves Onward and Upward" |                  |
| 2004 | The Ashlee Simpson Show                   | "Valentine's Bummer"             |                  |
| 2003 | Newlyweds: Nick and Jessica               | "The Video Shoot"                |                  |